# Весёленькое
Весёленькое — упразднённое село в Кулундинском районе Алтайского края. Входило в состав Воздвиженского сельсовета. Ликвидировано в 1970-е годы г.

## География
Располагалось в 6 км к северо-востоку от села Константиновка.

## История
Основано в 1909 году. В 1928 году посёлок Весёленький состоял из 48 хозяйств, основное население — украинцы. В составе Богодуховского сельсовета Славгородского района Славгородского округа Сибирского края.

## Население
| год     | 1928 | 1948 | 1955 | 1959 |
| ------- | ---- | ---- | ---- | ---- |
| человек | 230  | 146  | 95   | 87   |

## Инфраструктура
Было развито сельское хозяйство. Был колхоз «Заря Востока».